# Hans-Ulrich Küpper
Hans-Ulrich Küpper (* 18. Juni 1945 in Ebingen) ist ein deutscher Ökonom. Er war bis 2013 Professor für Betriebswirtschaftslehre an der Ludwig-Maximilians-Universität München (LMU) und Vorstand des Instituts für Produktionswirtschaft und Controlling an der dortigen Fakultät für Betriebswirtschaft. Daneben leitete er von 1995 bis 2014 das Bayerische Staatsinstitut für Hochschulforschung und Hochschulplanung (IHF) (siehe Bayerisches Staatsinstitut für Hochschulforschung und Hochschulplanung), München, sowie von 1993 bis 2011 das Ludwig-Fröhler-Institut im Deutschen Handwerksinstitut (DHI), München. Von 2013 bis 2021 war er Vorstand bei der Stiftung Bayerische Elite-Akademie gewählt. Seit Oktober 2020 ist er Professor an der Universität Wien.

## Leben
Nach dem Abitur absolvierte er eine Lehre als Industriekaufmann, bevor er 1965 an der Ludwig-Maximilians-Universität München das Studium der Betriebswirtschaftslehre begann. Nach seinem Examen als Diplom-Kaufmann war er von 1970 bis 1978 wissenschaftlicher Mitarbeiter am Lehrstuhl für Industriebetriebslehre und Unternehmensforschung an der Eberhard Karls Universität Tübingen bei Marcell Schweitzer. 1974 schloss er seine Promotion mit einer Dissertation zur betriebswirtschaftlichen Analyse der betrieblichen Mitbestimmung ab. 1977 folgte die Habilitation zum Thema „Interdependenzen zwischen Produktionstheorie und der Organisation des Produktionsprozesses“. Von April 1978 bis September 1978 hatte er eine Professur für Betriebswirtschaftslehre an der Universität Stuttgart inne, von Oktober 1978 bis Februar 1982 eine Professur für Betriebswirtschaftslehre, insbesondere Produktion und Kosten an der Universität-Gesamthochschule Essen. Während jener Zeit entwickelte er 1979 die nach ihm benannte Küpper-Produktionsfunktion (Produktionsfunktion vom Typ E). Hierin dynamisierte er die Produktionsfunktion vom Typ D, indem er einen Zeitraum zwischen Produktionsfaktoreinsatz (englisch input) und Ausbringung (englisch output) einführte.
Zwischen März 1982 und September 1986 hatte er eine Professur für Betriebswirtschaftslehre mit Schwerpunkt im Rechnungswesen und Controlling an der TH Darmstadt sowie von Oktober 1986 bis 1990 eine Professur für Betriebswirtschaftslehre, insbesondere Kosten- und Planungsrechnung sowie Controlling an der Johann Wolfgang Goethe-Universität Frankfurt am Main.
Von 1990 bis 2013 war er Inhaber des Lehrstuhls für Betriebswirtschaftslehre, insbesondere Produktionswirtschaft und Controlling, an der Ludwig-Maximilians-Universität München. Weitere Rufe erhielt er von den Universitäten in St. Gallen und Tübingen. Am 11. Juli 2005 wurde Küpper die Ehrendoktorwürde der TU München verliehen.
Die koordinationsorientierte Controlling-Konzeption wurde maßgeblich von Küpper geprägt und theoretisch fundiert.
Nach dieser mittlerweile stark verbreiteten und akzeptierten Konzeption liegt die Aufgabe des Controlling in der Koordination des gesamten Führungssystems einer Unternehmung, bestehend aus den Führungsteilsystemen Informationssystem, Planungssystem, Kontrollsystem, Personalführungssystem sowie Organisation (systemkoppelnde/materielle Komponente). Daneben kann das Controlling als weiteres eigenständiges Führungsteilsystem im Führungssystem gesehen werden (systembildende Komponente).
Die zwischen den einzelnen Teilsystemen bestehenden Interdependenzen (wechselseitige Abhängigkeiten), die bei arbeitsteiliger Aufgabenerfüllung in der Regel mehr oder weniger zerschnitten und damit nur noch bedingt berücksichtigt werden, sollen durch das Controlling bei sämtlichen Handlungen und Entscheidungen der Unternehmung in das Entscheidungskalkül mit aufgenommen werden. Somit soll die Ausrichtung dieser Handlungen und Entscheidungen auf das übergeordnete Gesamtziel der Unternehmung sichergestellt werden. Die Koordination innerhalb des Führungssystems erfolgt dabei einerseits zwischen den einzelnen, oben beschriebenen Führungsteilsystemen, zum anderen aber auch zwischen den verschiedenen Bereichen innerhalb eines jeden dieser Teilsysteme. Als weitere Zwecksetzungen des Controlling nach Küpper lassen sich die Anpassungs- und Innovationsfunktion, die Zielausrichtungsfunktion sowie die Servicefunktion ableiten.
Zur Erfüllung der Koordinationsaufgabe gibt es eine Vielzahl an Instrumenten. Diese unterscheidet man einerseits in isolierte, also nur einzelne Subsysteme betreffende (z. B. nur das Planungssystem) Instrumente (wie beispielsweise Abweichungsanalyse oder die Kosten-/Erlösrechnung), andererseits in übergreifende Instrumente. Diese letztgenannten betreffen jeweils mehrere der Führungsteilsysteme (z. B. zentralistische Führungssysteme, Budgetierungssysteme, Kennzahlen-/Zielsysteme sowie Verrechnungs-/Lenkungspreise) und sind originär für die Controlling-Aufgaben entwickelt worden.
Hans-Ulrich Küpper gehört nach einer aktuellen Zitationsstudie zu den meistzitierten Autoren auf dem Gebiet des Controlling im deutschsprachigen Raum. Sein Buch „Controlling: Konzeption, Aufgaben, Instrumente“ hat sich als Standardwerk etabliert. Seit der 6. Auflage agieren als Co-Autoren des Buchs seine Schüler Gunther Friedl (TU München), Christian Hofmann (LMU München), Yvette Hofmann (LMU München und Bayerisches Staatsinstitut für Hochschulforschung und Hochschulplanung) und Burkhard Pedell (Universität Stuttgart).
Küpper ist seit April 2013 als Vorstand akademischer Leiter bei der Bayerischen Elite-Akademie. Seine Aufgabe ist unter anderem die Gestaltung der Ausbildung. Dabei sollen Führungsfähigkeit und die Persönlichkeit der Studierenden durch hochrangige Dozenten aus Wirtschaft, Wissenschaft und öffentlichem Leben gefördert werden. Im September 2021 wird er als Akademischer Leiter und Stiftungsvorstand altersbedingt ausscheiden.
Seit Oktober 2020 ist er Professor der Betriebswirtschaftslehre – Rechnungswesen am Institut für Rechnungswesen, Innovation und Strategie der Universität Wien.

## Veröffentlichungen (Auswahl)
- Grundlagen einer Theorie der betrieblichen Mitbestimmung. Wissenschaftslogische und realtheoretische Perspektiven einer betriebswirtschaftlichen Analyse der betrieblichen Mitbestimmung (= Betriebswirtschaftliche Forschungsergebnisse, Bd. 63). Duncker & Humblot, Berlin 1974, ISBN 3-428-03013-3 (Dissertation Universität Tübingen).
- (mit Marcell Schweitzer): Produktions- und Kostentheorie der Unternehmung. Rowohlt, Reinbek 1974, ISBN 3-499-21041-X (2. Aufl. 1997).
- (mit Marcell Schweitzer): Systeme der Kostenrechnung. Verlag Moderne Industrie, Landsberg/Lech 1975, ISBN 3-478-39140-7 (11. Aufl. 2016).
- Interdependenzen zwischen Produktionstheorie und der Organisation des Produktionsprozesses (= Betriebswirtschaftliche Forschungsergebnisse, Bd. 83). Duncker & Humblot, Berlin 1980, ISBN 3-428-04669-2 (Habilitationsschrift Universität Tübingen).
- Ablauforganisation (= UTB, Bd. 1117). Fischer, Stuttgart 1982, ISBN 3-437-40106-8.
- (Mitautor): Übungsbuch zur Kosten- und Leistungsrechnung. Vahlen, München 1994, ISBN 3-8006-1599-1 (8. Aufl. 2023).
- Controlling. Konzeption, Aufgaben und Instrumente. Schäffer-Poeschel, Stuttgart 1995, ISBN 3-7910-0812-9 (6. Aufl. 2013).
- (mit Stefan Helber): Ablauforganisation in Produktion und Logistik (= Sammlung Poeschel, Bd. 143). 2. Aufl. Schäffer-Poeschel, Stuttgart 1995, ISBN 3-7910-9205-7 (3. Aufl. 2004).
- (mit Jürgen Weber): Taschenlexikon Controlling. Schäffer-Poeschel, Stuttgart 1997, ISBN 3-7910-1164-2.
- (mit Christian Hofmann): Übungsbuch zu Produktion und Logistik. Verlag Moderne Industrie, Landsberg/Lech 2000, ISBN 3-478-37360-3 (5. Aufl. 2015).
- (mit Christian Hofmann und Yvette E. Hofmann): Übungsbuch zur Finanzbuchhaltung. Vahlen, München 2004, ISBN 3-8006-3132-6.
- Unternehmensethik. Hintergründe, Konzepte und Anwendungsbereiche. Schäffer-Poeschel, Stuttgart 2006, ISBN 3-7910-2506-6 (2. Aufl. 2011).